# او
او ضمیر منفصل، سوم شخص مفرد، اوی، وی.
او و وی در زبان فارسی ضمیرهای سوم‌شخص مفرد هستند. این دو ضمیر، معادل‌اند و گاهی به‌جای هم به کار می‌روند.
در فارسی، برخلاف زبان‌های انگلیسی، فرانسوی، آلمانی، عربی، و بسیاری زبان‌های دیگر، برای اشاره به جنس مرد و زن، از ضمایر یکسان استفاده می‌شود.
برخی ویراستاران «او» را در مقام فاعلی، و «وی» را در جاهایی که نقش غیرفاعلی دارد ـ ازجمله در نقش‌های مفعولی و مضافٌ‌الیهی ـ می‌پذیرند و به‌کار می‌برند.